# Günzburg
Günzburg är en stad i Landkreis Günzburg i Regierungsbezirk Schwaben i förbundslandet Bayern i Tyskland. Folkmängden uppgår till cirka 22 000 invånare. I Günzburg ligger Legoland Deutschland.

## Kända personer från Günzburg
- Josef Mengele, SS-läkare i koncentrationslägret Auschwitz-Birkenau.